# Marta Moreta Rovira
Marta Moreta Rovira (Vic, 1969) és una política catalana, diputada al Parlament de Catalunya en la XI Legislatura.

## Biografia
És llicenciada en pedagogia per la Universitat de Girona i diplomada en magisteri per la Universitat de Vic. Posteriorment va obtenir un postgrau en Gestió de Govern Local per la Universitat de Barcelona i ha treballat com a directora de la Comunitat de Municipis de Sant Hipòlit i Les Masies de Voltregà i cap de serveis de l'ajuntament de les Masies de Voltregà de 2003 a 2015.
En 2008 es va afiliar al PSC, partit del qual ha estat secretària de política municipal i regidora de l'ajuntament de Manlleu a les eleccions municipals de 2011. Ha estat escollida diputada a les eleccions al Parlament de Catalunya de 2015 i a les de 2017.